# Терехова, Анна Савовна
А́нна Са́вовна Те́рехова (род. 13 августа 1967, Москва) — советская и российская актриса театра и кино. Заслуженная артистка России (2006).

## Биография
Анна Хашимова родилась 13 августа 1967 года в семье популярной советской актрисы Маргариты Тереховой и известного болгарского артиста Савы Хашимова.
Свою первую роль сыграла в 1982 году в фильме-спектакле Романа Виктюка «Девочка, где ты живёшь?». После школы поступила в ГИТИС, на курс Е. Лазарева и В. Левертова. На четвёртом курсе Анну пригласили работать в «Независимую труппу» Аллы Сигаловой. С 1998 по 2018 гг. — актриса московского «Театра Луны».

## Личная жизнь
- Первый муж — актёр Валерий Боровинских[4]
  - Сын Михаил (род. 1987), впоследствии официально усыновлён отчимом — Николаем Добрыниным. Окончил Институт педагогики и психологии.
- Второй муж — актёр Николай Добрынин. В разводе.

## Участие в телепроекте
- В 2004 году принимала участие в съёмках русской версии популярной французской телевизионной игры «Форт Боярд» под названием «Ключи от форта Боярд». Состав команды и участников: Дмитрий Губерниев, Елена Ксенофонтова, Сергей Селин, Ирина Безрукова и Андрей Мерзликин; выигрыш — 56840 рублей.
- Империя «Первый канал». 2006 год.
- 24 июля 2018 — гость программы «Судьба человека с Борисом Корчевниковым».
- Гость программы «Мой герой» Татьяны Устиновой на телеканале «ТВ Центр».

## Творчество

### Роли в театре[1]

#### Театр «Независимая труппа Аллы Сигаловой»
- «Отелло» — Дездемона
- «Саломея» — Иродиада
- «Пиковая дама» — Лиза

#### Московский Театр Луны
- 1997 — «Ночь нежна» — Николь
- 1998 — «Таис сияющая» (режиссёр С. Б. Проханов) — Таис[5]
- 2006 — «Ноты Нино Роты» — Актриса
- «Нельская башня» — Маргарита Бургундская
- 2010 — «Мата Хари: „глаза дня“» — Клод Франс, она же Ханна Виттиг
- «Орфей и Эвридика» — мать Эвридики[6]
- 2013 — «Жена на бис» — Анна[7][8]

#### Театр Романа Виктюка
- 2012 — «Сергей и Айседора» — Айседора Дункан (режиссёр Р. Г. Виктюк).

#### Антреприза
- 2003 — «Сны идиотки» Л. Бочкова (режиссёр В. Н. Иванов).

### Роли в кино
| Год       |   | Название                                                     | Роль |
| --------- | - | ------------------------------------------------------------ | --- |
| 1991      | ф | Феофания, рисующая смерть                                    | Апраксья |
| 1992      | ф | Саломея                                                      | Иродиада |
| 1993      | ф | Русский регтайм                                              | Рэна |
| 1996      | ф | Короли российского сыска                                     | княжна Ростокина |
| 1997      | ф | Всё то, о чём мы так долго мечтали                           | Наташа |
| 1997      | ф | Маленькая принцесса                                          | мисс Амелия |
| 1998      | с | Зал ожидания                                                 | Имя персонажа не указано |
| 2002      | ф | Если невеста ведьма                                          | Имя персонажа не указано |
| 2002      | с | Черёмушки                                                    | Имя персонажа не указано |
| 2002—2013 | с | Ералаш                                                       | учительница английского языка, занимающаяся танцами («Учиться, учиться и ещё раз учиться!»), и Марина Семёновна, учительница биологии («Мелодия для кобры») |
| 2003      | с | На углу, у Патриарших 3                                      | Наталья Лазарева |
| 2003      | ф | Удар Лотоса 3: Загадка Сфинкса                               | Елена Юрьевна |
| 2004      | ф | Кавалеры морской звезды                                      | Элизабет |
| 2004      | ф | Надежда уходит последней                                     | Алиса |
| 2005      | ф | Чайка                                                        | Нина Михайловна Заречная |
| 2008      | ф | Тайны дворцовых переворотов. Фильм 7. Виват, Анна Иоанновна! | Регина |
| 2008      | ф | Спящий и красавица                                           | Рита |
| 2010      | ф | Гербарий Маши Колосовой                                      | Аня |
| 2010      | ф | Цветы от Лизы                                                | Анна Валентиновна Несс |
| 2011      | ф | Криминальные обстоятельства                                  | Люба |
| 2019      | ф | Пальто                                                       | Женщина |